# Francisco Javier Bermejo Caballero
Francisco Javier Bermejo Caballero (nascut el 9 de març de 1955), conegut com a Paco Bermejo, és un exfutbolista espanyol que va jugar de migcampista a l'Atlètic de Madrid. Va competir en el torneig masculí dels Jocs Olímpics d'estiu de 1976.